# Walter Cárdenas
Walter Cárdenas (Guayaquil, 17 de enero de 1944, - Nueva Jersey, 22 de septiembre de 2013) fue un jugador de fútbol profesional ecuatoriano que jugaba en la demarcación de defensa.

## Biografía
Walter Cárdenas debutó como futbolista profesional en 1965 con el Barcelona SC. Con el club ganó dos Campeonato de Guayaquil y tres Serie A de Ecuador. Ya en 1974 fichó por el CS Emelec para las tres siguientes temporadas. En 1977 volvió al Barcelona SC para retirarse como futbolista.
Walter Cárdenas falleció el 22 de septiembre de 2013 en Nueva Jersey a los 69 años de edad a causa de un cáncer.

## Selección nacional
Walter Cárdenas fue convocado una vez por la selección de fútbol de Ecuador para jugar contra Portugal el 11 de junio de 1972 un partido de la Copa Independencia de Brasil.

## Clubes
| Club         | País    | Año         |
| ------------ | ------- | ----------- |
| Barcelona SC | Ecuador | 1965 - 1974 |
| CS Emelec    | Ecuador | 1974 - 1977 |
| Barcelona SC | Ecuador | 1977        |

## Palmarés
| Título                  | Club      | País    | Año  |
| ----------------------- | --------- | ------- | ---- |
| Campeonato de Guayaquil | Barcelona | Ecuador | 1965 |
| Campeonato Nacional     | Barcelona | Ecuador | 1966 |
| Campeonato de Guayaquil | Barcelona | Ecuador | 1967 |
| Campeonato Nacional     | Barcelona | Ecuador | 1970 |
| Campeonato Nacional     | Barcelona | Ecuador | 1971 |